# Діти — жертви вад дорослих
55°44′45″ пн. ш. 37°37′10″ сх. д. / 55.74583° пн. ш. 37.61944° сх. д.
Діти — жертви вад дорослих (рос. Дети — жертвы пороков взрослых) — оригінальний пам'ятник—багатофігурна скульптурна група у столиці Росії місті Москві, що присвячена необхідності приділення уваги до виховання підростаючого покоління, а також тим порокам, що чатують на дітей за проявів байдужості з боку батьків і вихователів.

## Загальні дані та історія
Пам'ятник «Діти — жертви вад дорослих» розташований у сквері на Болотній площі в середмісті Москви.
Скульптурну групу було відкрито 2001 року по декількох роках роботи над нею.
Автор — скульптор Михайло Михайлович Шемякін.
Після низки вандальних зазіхань на скульптурну композицію, місцева влада ухвалила рішення обнести її заґратованою огорожею, а також забезпечити охорону об'єкта та встановити режим його відвідування — вхід до скульптурної групи щодня відкривається о 9-00, а закривається о 21-00. Але й попри ці суворі заходи охорони, на пам'ятник час від часу посягають.

## Опис, задум і сприйняття
Скульптурна композиція складається з 13 бронзових фігур, розташованих півколом, що в алегоричній формі передають ті вади і гріхи, що чатують на дітей, скульптури яких (хлопчика і дівчинки) містяться в центрі, перед уособленнями гріхів дорослих. З-поміж усіх вад осібне місце займає скульптура-уособлення байдужості дорослих до дітей — вона вище за решту фігур, са́ме до цієї фігури звернуті погляди бронзових дітей.
Узагалі композиція була замислена автором як алегорія потреби боротьби з кривдою і людськими вадами у ставленні до дітей — сам автор, М.М. Шемякін, так висловився про це:
|  | «Композиція задумувалась і здійснювалась мною, як символ і заклик до боротьби за порятунок сьогоднішнього і майбутнього поколінь… Я, як митець, цим твором закликаю озирнутися довкола, почути й уздріти те, що відбувається. І поки не пізно здравомислячим і чесним людям треба замислитись.» Оригінальний текст (рос.) Композиция задумывалась и осуществлялась мною, как символ и призыв к борьбе за спасение сегодняшнего и будущего поколений… Я, как художник, этим произведением призываю оглянуться вокруг, услышать и узреть то, что происходит. И пока не поздно здравомыслящим и честным людям надо задуматься. |

Однак творіння скульптора викликало неоднозначну реакцію, як серед колег та критиків, так і широкої громадськості, подеколи це був навіть осуд. Низка критиків звертають увагу на сумнівну доцільність акцентованого зображення людських пороків — так, д.п.н. В.В. Абраменкова,  провідний науковий співробітник Російської академії освіти наголошує на тому, що фактично скульптури М. Шемякіна являють собою пам'ятник не дітям, а вадам людської натури, що як таке є шкідливим для сприйняття, також може зашкодити дитячій психіці.

## Виноски-джерела
1. ↑  Висловлювання М.М. Шемякіна на www.log-in.ru (рос.)
2. ↑  Думка В.В. Абраменкової на www.pravoslavie.ru. Архів оригіналу за 25 грудня 2001. Процитовано 9 серпня 2009.